# Marianna Török
Marianna Török de Szendrő (15. července 1877 – 5. srpna 1968) byla maďarská šlechtična a druhá manželka egyptského chedivy Abbase II.

## Pozadí
Marianna byla dcerou Sofie, hraběnky Vetter von der Lilie a nevlastní dcerou maďarského vynálezce Tivadara Puskáse. Většinu svých mladých let strávila v zámku Wassen na jihu Štýrského Hradce v Rakousku. Ve věku dvanácti let údajně psala krátké články do různých žurnálů a hrála na klavír. Její starší bratr, hrabě Józef Török de Szendrő (1873-98), se podle rakouské tradice zapsal na studium v Tereziánské akademii ve Vídni, kde se spřátelil s Abbasem Beyem, egyptským princem. Marianna a Abbas se potkali na plese pořádaném akademií. Zakrátko poté se Abbas stal vládcem Egypta. Potkali se znovu v Paříži v roce 1900, kde se do sebe zamilovali a Abbas ji pozval do Egypta.

## Manželství
Z návštěvy se stal dlouhý románek, který vyvrcholil tajným sňatkem v Alexandrijském paláci Montaza, za přítomnosti dvou šejků jako svědků. Oficiální svatba se konala v únoru 1910 za přítomnosti velkého muftího, který řídil v Egyptě obřady. Marianna konvertovala k Islámu ještě při obřadu. Říkalo se jí Princezna Djavian Hanem, manželka chedívy egyptského. Abbas se rozvedl se svou první ženou Ikbal Hanem, bývalou otrokyní jeho matky.
Chedíva Ismail Paša byl posledním vládcem Egypta, který měl harém a od jeho odchodu všichni členové harému, včetně eunuchů byli propuštěni a na egyptském dvoře od té doby byla pouze jedna konkubína. Manželství bylo kontroverzní.

## Marianna jako konkubína
Marriana doprovázela chedívu na jeho cestách do Turecka a po Evropě, stejně tak i v Egyptě, což bylo do té doby nezvyklé. Dvorní pravidla zakazovala ženám účast na státních večírcích, zatímco Marianna pokládala spoluúčast za samozřejmost a oblékala se na tyto akce jako muž. Na jedné z této akcí se jí manžel zeptal: "Miláčku, nejsi unavená?", což šokovalo lidi, co stáli v jejich blízkosti.
Ve svých vlastních memoárech pod názvem Harém, které zveřejnila v Berlíně roku 1930, se pokusila popsat život žen ve stísněných podmínkách v sultánských a chedívských harémech. Píše, že sehrála velkou roli při návrhu paláce Tchibukli Saray, když navrhovala zahrady a palác. Jako členka Červeného kříže dávala útěchu obětem první balkánské války v roce 1912. Marianna hostila manželky zahraničních hodnostářů v paláci Mostorod, kde hrála na klavír. Také zinscenovala několik her, které však Abbas zakázal.

## Rozvod
Marianna a Abbas se rozvedli v roce 1913. Důvodem byl Abbasův nový vztah s Georgette Mesny, zvané také Andrée de Lusange, kterou potkal v létě 1912 v Paříži. Vrátili se poté do Egypta společně. Andrée byla popsána jako dvacetiletá malá žena, používající hodně make-upu a reprezentující francouzský styl. Její intriky donutily Mariannu opustit palác a vrátit se do Evropy.

## Pozdější život
Po rozvodu získala finanční příspěvek a nechala si své muslimské jméno. Prodávala kosmetiku ve Vídni a ve 20. letech účinkovala v Berlíně jako herečka. Napsala několik rozhlasových her a několik knih, jako například Návrat do ráje, Šťastná sedm, Duše a Tělo a Gulzar. Pořádala také klavírní koncerty.
Za druhé světové války žila ve Vídni a na konci války se přestěhovala do Innsbrücku, kde pracovala jako tlumočnice pro francouzskou vládu.